# Savarthès
Savarthès es una comuna francesa situada en el departamento de Alto Garona, en la región de Occitania.

## Demografía
| 113 | 117 | 99 | 98 | 105 | 122 | 180 |
| Para los censos de 1962 a 1999 la población legal corresponde a la población sin duplicidades (Fuente: INSEE [Consultar]) |     |    |    |     |     |     |